# Scheltenpass
Lo Scheltenpass è un passo di montagna che collega Mervelier a Ramiswil, scollina a un'altitudine di 1 051 m s.l.m. in territorio del canton Soletta collegando i cantoni di Giura, Berna e appunto Soletta.